# Ashes Divide

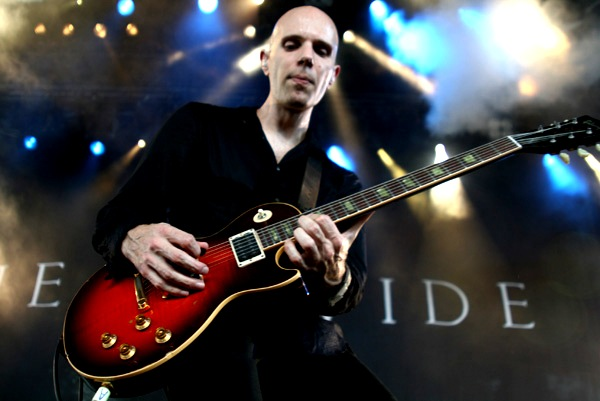
Foto/reprodução: Billy Howerdel - Guitarrista principal da banda Ashes Divide.

Ashes Divide é uma banda norte-americana formada pelo guitarrista Billy Howerdel, que também formou a banda A Perfect Circle. Howerdel é o compositor principal, músico, produtor, e vocalista da banda. A formação da Turnê consiste em Jeff Friedl na bateria, Matt McJunkins no baixo, Andy Gerold na Guitarra e Adam Monroe no piano/teclado.

## História

### "Billy Howerdel Solo"
Billy Howerdel foi conhecido por começar a trabalhar com música no seu projeto solo
logo em 2005, depois de encerrar a turnê do 2º cd do A Perfect Circle, 
Thirteenth Step, e gravar o 3° cd da banda, Emotive. Ele foi citado com comentários
que diziam que sua música solo teria um tempo mais rápido em relação ao seu trabalho anterior no 
A Perfect Circle, mas muitas dessas músicas com o tempo mais rápido terminaram como
instrumentais para o jogo de corrida para vídeo games, Jak X. Ele escreveu muitas músicas
durante esse período, algumas delas ele guardou para o Jak X, outras ele guardou para
o projeto solo futuro dele (que se tornaria o Ashes Divide). Músicas que foram deixadas
de muitos lançamentos do Ashes Divide em vista da Trilha Sonora do Jak X, incluem
"Ascension", "Migraine", "Fracture", "The Chopper, e "Death From Above". Numa entrevista
no IGN/Youtube com Matt Pinfield, ele relevou que, em um momento, "Denial Waits", seria
para o Jak X como alternativa.

Contudo, Billy, não costuma trabalhar sozinho, depois de anos gastos aprimorando sua música,
ele ficou feliz com isso, com constantes revisões.
Um Exemplo disso é como a "Army" demo, originalmente terminada ainda no A Perfect Circle, 
eventualmente evoluiu para "The Stone".

### "Ashes Divide"
O primeiro single da banda, "The Stone", fez sua primeira aparição na rádio em 22 de janeiro de 2008. O álbum de estréia, Keep Telling Myself It's Alright, foi lançado em 8 de abril. Em 22 de fevereiro, Howerdel explicou que o lançamento previsto para 8 de março foi adiado por causa da gravadora. O álbum conta com os convidados: Josh Freese (bateria), e Devo Keenan (violoncelo), o filho de Maynard James Keenan. Além de Freese e Keenan, a gravação também contará com contribuições de Dean Sainz, Johnette Napolitano do Concrete Blonde, Matt Skiba do Alkaline Trio, e da formação antiga do A Perfect Circle, a baixista argentina naturalizada Estadunidense, Paz Lenchantin.
Ashes Divide esteve também com Linkin Park na Turnê "Projekt Revolution 2008". Junto a eles no Palco Principal esteve Chris Cornell, The Bravery e Busta Rhymes. No palco B esteve as bandas: Atreyu, 10 Years, Hawthorne Heights, Armor For Sleep, e Street Drum Corps. Eles também tocaram com Stone Temple Pilots e Filter no evento "K-rock's Return of the Rock".

## Discografia

### Álbuns de estúdio
- Keep Telling Myself It's Alright (2008)

### Singles
| Ano  | Título      | US Main. | US Mod. | Álbum                            |
| ---- | ----------- | -------- | ------- | -------------------------------- |
| 2008 | "The Stone" | 7        | 10      | Keep Telling Myself It's Alright |
| 2008 | "The Prey"  | —        | —       | Keep Telling Myself It's Alright |
| 2008 | "Enemies"   | —        | —       | Keep Telling Myself It's Alright |
|      |             |          |         |                                  |

### Entrevistas
- Billy Howerdel Exclusive ASHES dIVIDE com The Grixer Music Mag
- Ashes Divide Interview em The Gauntlet
- Ashes Divide Interview em Cage Rattle
- Billy Howerdel Interview em Type 3 Media